# X-Men Geneza: Wolverine
X-Men Geneza: Wolverine (oryg. X-Men Origins: Wolverine) – amerykańsko–brytyjski fantastycznonaukowy film akcji z 2009 roku na podstawie serii komiksów o superbohaterze o tym samym imieniu wydawnictwa Marvel Comics. Za reżyserię filmu odpowiadał Gavin Hood na podstawie scenariusza Davida Benioffa i Skipa Woodsa. Tytułową rolę zagrał Hugh Jackman, a obok niego w głównych rolach wystąpili: Liev Schreiber, Danny Huston, Dominic Monaghan i Ryan Reynolds.
Film opowiada historię przyrodnich braci Jamesa Howletta / Wolverine’a i Victora Creeda / Sabertootha, ich przystąpieniu do złożonej z mutantów „Drużyny X” kierowanej przez pułkownika Williama Strykera oraz o początkach kierowanego przez niego programu „Weapon X”, w wyniku którego wszczepiono w szkielet Wolverine’a niezniszczalny metal adamantium.
Światowa premiera filmu X-Men Geneza: Wolverine miała miejsce 8 kwietnia 2009 roku w Sydney. W Polsce zadebiutował 30 kwietnia tego samego roku. Film zarobił ponad 370 milionów dolarów przy budżecie 150 milionów i spotkał się z mieszanymi reakcjami krytyków. Jest to spin-off filmów: X-Men z 2000, X-Men 2 z 2003 i X-Men: Ostatni bastion z 2006 roku oraz czwartą produkcją wchodzącą w skład franczyzy uniwersum filmowego osadzonego w świecie X-Men. W 2013 i 2017 roku swoją premierę miały kontynuacje: Wolverine i Logan: Wolverine. W 2016 roku zadebiutował spin-off zatytułowany Deadpool z Reynoldsem w tytułowej roli. W 2019 roku prawa do ekranizacji powróciły do Marvel Studios, które planuje w przyszłości zintegrować postaci jako część franczyzy Filmowego Uniwersum Marvela.

## Streszczenie fabuły
W 1845 James Howlett, chłopiec mieszkający w Kanadzie, jest świadkiem śmierci swojego ojca z rąk dozorcy Thomasa Logana. Stres z tym związany aktywuje u niego mutację – z jego rąk wyrastają kostne szpony, którymi wkrótce zabija Thomasa. Mężczyzna tuż przed śmiercią ujawnia Howlettowi, że jest jego biologicznym ojcem. Chłopiec postanawia uciec z domu razem ze swoim przyrodnim bratem, Victorem Creedem (drugim synem Thomasa), który jest mutantem o ostrych pazurach i posiada zdolność samoregeneracji, tak jak James.
James i Victor następne stulecie spędzają jako żołnierze, walcząc w wojnie secesyjnej, obu wojnach światowych i w wojnie wietnamskiej. W Wietnamie Victor staje się coraz bardziej brutalny, próbuje zgwałcić Wietnamkę oraz zabija oficera, który próbuje go powstrzymać. James, nieświadomy czynów brata, rzuca mu się na pomoc. Obydwaj zostają skazani na śmierć, jednak przeżywają egzekucję dzięki zdolności regeneracji. Zostają umieszczeni w areszcie, gdzie major William Stryker oferuje im członkostwo w Drużynie X, grupie mutantów. Do drużyny należą: Agent Zero, Wade Wilson, John Wraith, Fred Dukes i Chris Bradley. Bracia dołączają do zespołu, a James zaczyna posługiwać się imieniem Logan. Kiedy Victor zaczyna przejawiać brak poszanowania dla ludzkiego życia, Logan odchodzi.
Sześć lat później, w 1979, Logan mieszka w Kanadzie ze swoją dziewczyną Kaylą Silverfox i pracuje jako drwal. Stryker i Zero odwiedzają Logana i informują go, że Wade i Bradley zostali zabici. Uważają, że ktoś poluje na ich zespół. Logan odmawia pomocy, ale kiedy odnajduje zmasakrowane ciało Kayli, dochodzi do wniosku, że zrobił to Victor. Odnajduje go w lokalnym barze, gdzie przegrywa z nim walkę. Stryker wyjaśnia Loganowi, że Victor oszalał, i oferuje mu sposób na stanie się wystarczająco potężnym, by móc się zemścić. Logan przechodzi bolesny zabieg, w którego trakcie jego szkielet zostaje wzmocniony praktycznie niezniszczalnym metalem, adamantium. Po zakończeniu zabiegu Stryker rozkazuje pozbawić pamięci Logana, którego planuje wykorzystać jako swoją broń. Słysząc to, Logan postanawia uciec na pobliską farmę, gdzie schronienia udziela mu starsze małżeństwo Hudsonów. Agent Zero następnego dnia morduje Hudsonów i próbuje zabić Logana. Howlett uszkadza helikopter, w którym znajduje się Zero, i przysięga zabić zarówno Strykera, jak i Victora.
Logan odnajduje Wraitha i Dukesa na sali bokserskiej. Dukes, który przytył z powodu zaburzeń odżywiania wywołanych poczuciem winy, wyjaśnia, że Victor nadal pracuje dla Strykera i poluje na mutanty, by Stryker mógł na nich eksperymentować w swoim nowym laboratorium zlokalizowanym na wyspie. Dukes informuje go również o mutancie Remym LeBeau, któremu udało się uciec z wyspy i który zna jej położenie. Wraith i Logan odnajdują LeBeau w Nowym Orleanie, gdzie obaj muszą się zmierzyć z Victorem, który zabija Wraitha i pobiera jego DNA. LeBeau zgadza się pomóc Loganowi w uwolnieniu mutantów uwięzionych na wyspie. Logan na miejscu odrywa, że Kayla nadal żyje i że była ona zmuszona do obserwowania Logana w zamian za bezpieczeństwo swojej siostry. Stryker jednak nie wypuścił siostry Kayli i odmówił Victorowi wszczepienia adamantium, uważając, że Creed nie przeżyłby zabiegu. Stryker aktywuje Wade’a, swojego zabójcę mutantów, którego nazwał „Weapon XI” i wyposażył w moce wielu mutantów.
Kiedy Logan i Victor walczą z Weapon XI, Kayla prowadzi uwolnionych mutantów w bezpieczne miejsce, jednak zostaje śmiertelnie ranna. Gdy Logan zabija Weapon XI, Stryker strzela Loganowi w głowę kulą z adamantium, pozbawiając go przytomności. Kiedy Stryker strzela do Kayli, ta chwyta go i używa swojej mocy do przekonania go, by odwrócił się i szedł do momentu, aż jego stopy zaczną krwawić, po czym umiera. Logan odzyskuje przytomność, ale okazuje się, że stracił pamięć. Zauważa, że na jego nieśmiertelnikach widnieje napis „Logan” z jednej strony i „Wolverine” z drugiej. Zatrzymuje się i zauważa ciało Kayli, ale jej nie rozpoznaje.
W scenie w trakcie napisów końcowych Stryker zostaje zatrzymany na przesłuchanie w związku ze śmiercią generała Munsona, którego Stryker zamordował, by chronić swój eksperyment. W scenie po napisach końcowych, już po pokonaniu Weapon XI przez Logana, ręka tego pierwszego wśród zgliszczy dotyka swojej głowy, co ujawnia, że Weapon XI przeżył jej ścięcie.

## Obsada
- Hugh Jackman jako James „Logan” Howlett / Wolverine, mutant posiadający szpony w rękach, wyostrzone zmysły oraz umiejętność regeneracji. W wyniku eksperymentu jego szkielet, w tym również szpony, został pokryty niezniszczalnym adamantium[4]. Troye Sivan zagrał Logana jako dziecko[5].
- Liev Schreiber jako Victor Creed / Sabertooth, przyrodni brat Logana, który staje się jego wrogiem[6]. Michael James Olsen zagrał Victora jako dziecko[7].
- Danny Huston jako William Stryker, wojskowy i naukowiec. Przeprowadzał eksperymenty na mutantach, między innymi na Loganie, w którego szkielet wszczepił adamantium[8].
- Dominic Monaghan jako Chris Bradley / Bolt, mutant potrafiący manipulować elektrycznością[9][1].
- Ryan Reynolds jako Wade Wilson / Weapon XI, przemądrzały najemnik posługujący się mieczami, który zostaje przekształcony w Weapon XI[10]. Scott Adkins wykonywał bardziej skomplikowane zadania kaskaderskie[11]. Reynolds powtórzył swoją rolę w filmach Deadpool i Deadpool 2.

W filmie ponadto wystąpili: Lynn Collins jako Kayla Silverfox, ukochana Logana, która jest pionkiem Strykera; Taylor Kitsch jako Remy LeBeau / Gambit, złodziej i mutant, który posiada zdolność przeniesienia energii na dowolny obiekt powodując jego wybuch; Will.i.am jako John Wraith / Kestrel, mutant potrafiący się teleportować; Daniel Henney jako David North / Agent Zero, mutant oraz członek projektu Weapon X; Kevin Durand jako Frederick J. Dukes / Blob, mutant z prawie niezniszczalną skórą; Max Cullen i Julia Blake jako Travis i Heather Hudsonowie, starsze małżeństwo, u których przebywa Logan; Tim Pocock jako młodszy Scott Summers, mutant posiadający zdolność generowania wiązek energii z oczu; Tahyna Tozzi jako Emma Silverfox, siostra Kayli i mutantka zdolna przekształcać swoją skórę w diament; Asher Keddie jako doktor Carol Frost; Aaron Jeffery jako Thomas Logan i Alice Parkinson jako Elizabeth Howlett, rodzice Logana oraz Peter O’Brien jako John Howlett, jego rzekomy ojciec.
W rolach cameo pojawili się Patrick Stewart jako Charles Xavier oraz pokerzysta Daniel Negreanu.

## Produkcja

### Rozwój projektu

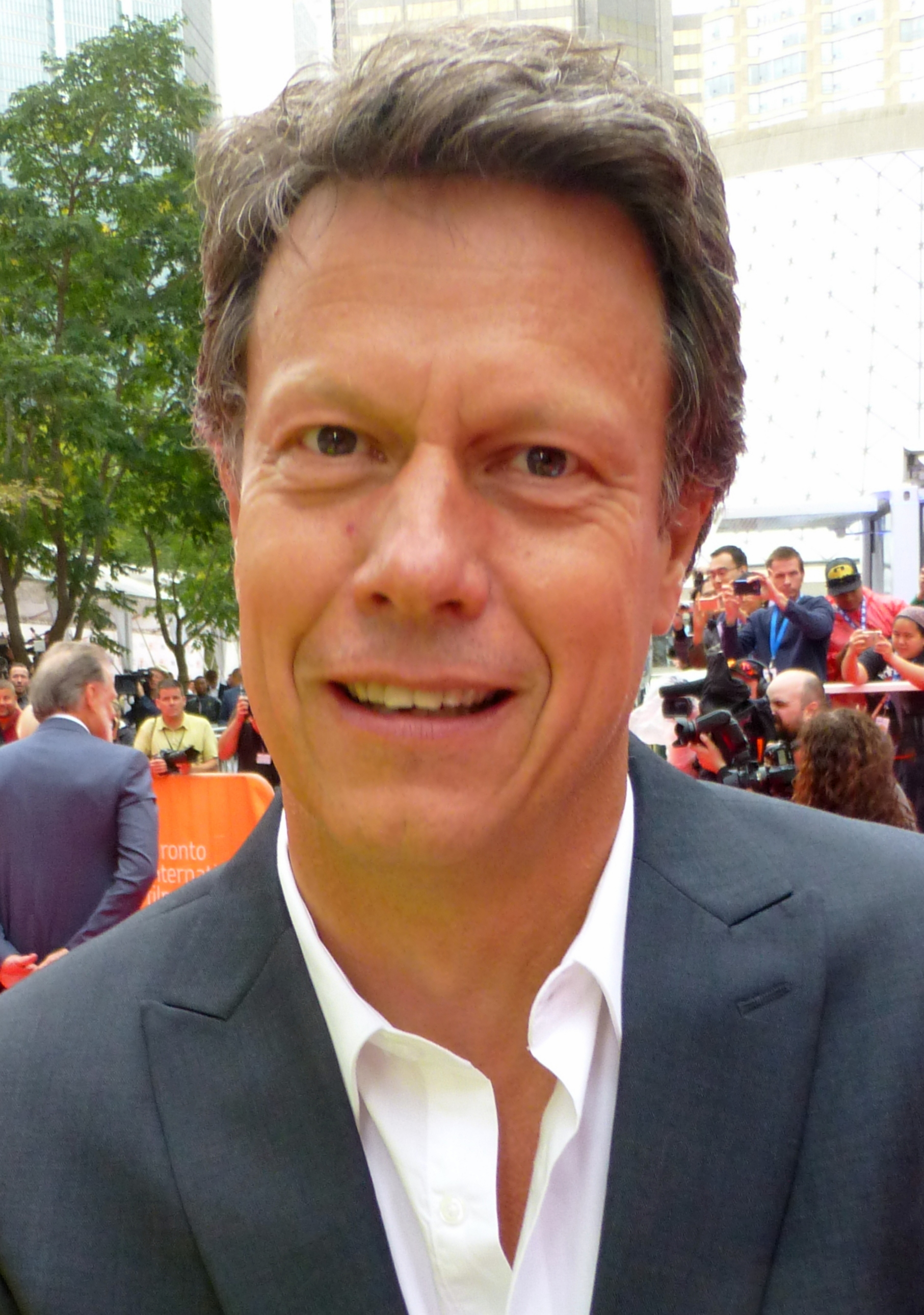
Gavin Hood, reżyser filmu

W październiku 2004 roku poinformowano, że 20th Century Fox planuje spin-offy filmów o X-Menach, w tym film o postaci Wolverine’a. David Benioff został zatrudniony do napisania scenariusza. W lipcu 2007 roku poinformowano, że Gavin Hood zajmie się reżyserią, a premiera zaplanowana została na 2008 rok. Producentami zostali Lauren Shuler-Donner, Jackman i John Palermo.
We wrześniu Skip Woods został poproszony o poprawienie scenariusza Benioffa. Nad scenariuszem pracowali również David Ayer, James Vanderbilt i Scott Silver. W październiku studio wyznaczyło datę amerykańskiej premiery na 1 maja 2009 roku oraz ujawniło pełny tytuł: X-Men Origins: Wolverine.

### Casting
W październiku 2004 roku poinformowano, że Hugh Jackman powróci do roli Wolverine’a w osobnym filmie. We wrześniu 2007 roku ujawniono, że Liev Schreiber negocjuje rolę w filmie. W styczniu 2008 roku poinformowano, że został on obsadzony w roli Sabertootha. W następnym miesiącu do obsady dołączyli: Will.i.am jako John Wraith, Danny Huston jako William Stryker, Ryan Reynolds jako Wade Wilson, Lynn Collins jako Kayla Silverfox, Taylor Kitsch jako Gambit, Daniel Henney jako Agent Zero, Kevin Durand jako Blob oraz Dominic Monaghan.
W czerwcu tego samego roku poinformowano, że Tim Pocock zagra młodszego Scotta Summersa, a w filmie wystąpią również: Asher Keddie, Tahyna Tozzi i Scott Adkins oraz pokerzysta Daniel Negreanu, który pojawi się w roli cameo.

### Zdjęcia i postprodukcja
Część zdjęć zrealizowano pod koniec 2007 roku w Fox Studios Australia w Sydney. Główne zdjęcia do filmu rozpoczęły się w styczniu 2008 roku w Nowej Zelandii, gdzie kręcono między innymi w Queenstown. Ekipa produkcyjna pracowała również w studiach w Nowym Orleanie, a Cockatoo Island posłużyła jako siedziba Strykera. Prace na planie zakończono 23 maja tego samego roku. Za zdjęcia odpowiadał Donald McAlpine, scenografią zajął się Barry Robison, a kostiumy zaprojektowała Louise Mingenbach. 
Montażem zajęli się Nicolas De Toth i Megan Gill. Efekty specjalne przygotowały studia: Hydraulx, Soho VFX, Luma Pictures, Method Studios i Rising Sun Pictures, a odpowiadał za nie Patrick McClung.

## Muzyka
Harry Gregson-Williams został zatrudniony do skomponowania muzyki do filmu. Album, zatytułowany X-Men Origins: Wolverine (Original Motion Picture Soundtrack), został wydany 28 kwietnia 2009 roku przez Varèse Sarabande.
| X-Men Origins: Wolverine (Original Motion Picture Soundtrack) – 2009 | X-Men Origins: Wolverine (Original Motion Picture Soundtrack) – 2009 | X-Men Origins: Wolverine (Original Motion Picture Soundtrack) – 2009 | X-Men Origins: Wolverine (Original Motion Picture Soundtrack) – 2009 |
| Nr                                                                   | Tytuł utworu                                                         | Autor                                                                | Długość                                                              |
| -------------------------------------------------------------------- | -------------------------------------------------------------------- | -------------------------------------------------------------------- | -------------------------------------------------------------------- |
| 1.                                                                   | „Logan Through Time”                                                 | H. Gregson-Williams                                                  | 04:16                                                                |
| 2.                                                                   | „Special Privileges”                                                 | H. Gregson-Williams                                                  | 01:58                                                                |
| 3.                                                                   | „Lagos, Nigeria”                                                     | H. Gregson-Williams                                                  | 05:10                                                                |
| 4.                                                                   | „Wade Goes To Work”                                                  | H. Gregson-Williams                                                  | 01:29                                                                |
| 5.                                                                   | „Kayla”                                                              | H. Gregson-Williams                                                  | 02:50                                                                |
| 6.                                                                   | „Victor Visits”                                                      | H. Gregson-Williams                                                  | 02:05                                                                |
| 7.                                                                   | „Adamantium”                                                         | H. Gregson-Williams                                                  | 04:17                                                                |
| 8.                                                                   | „Agent Zero Comes For Logan”                                         | H. Gregson-Williams                                                  | 03:06                                                                |
| 9.                                                                   | „Logan Meets Gambit”                                                 | H. Gregson-Williams                                                  | 04:36                                                                |
| 10.                                                                  | „To The Islands”                                                     | H. Gregson-Williams                                                  | 03:43                                                                |
| 11.                                                                  | „Deadpool”                                                           | H. Gregson-Williams                                                  | 04:09                                                                |
| 12.                                                                  | „The Towers Collapse”                                                | H. Gregson-Williams                                                  | 03:23                                                                |
| 13.                                                                  | „Memories Lost”                                                      | H. Gregson-Williams                                                  | 02:56                                                                |
| 14.                                                                  | „...I’ll Find My Own Way”                                            | H. Gregson-Williams                                                  | 01:24                                                                |
|                                                                      |                                                                      |                                                                      | 45:22                                                                |

## Wydanie

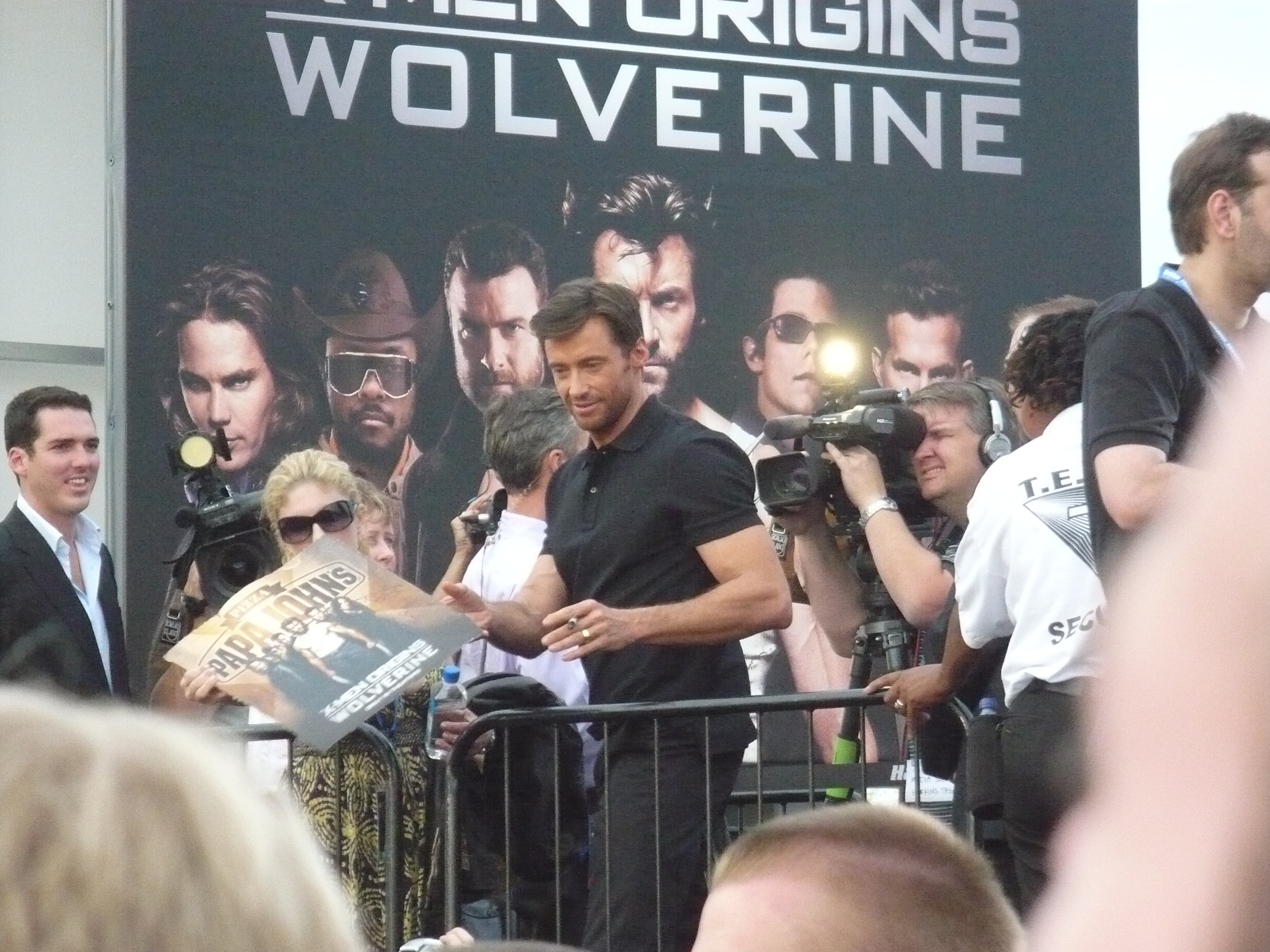
Hugh Jackman podczas premiery filmu

Światowa premiera filmu X-Men Geneza: Wolverine miała miejsce 8 kwietnia 2009 roku w Sydney, podczas której pojawili się obsada i twórcy filmu oraz zaproszeni goście. Film zadebiutował dla szerszej publiczności w Stanach Zjednoczonych 1 maja tego samego roku. W Polsce pojawił się 30 kwietnia.

## Odbiór

### Box office
X-Men Geneza: Wolverine przy budżecie szacowanym na 150 milionów dolarów zarobił ponad 370 milionów, z czego w Stanach Zjednoczonych i Kanadzie prawie 180 milionów, a w Polsce prawie 670 tysięcy.

### Krytyka w mediach
Film spotkał się z mieszanymi opiniami krytyków. W serwisie Rotten Tomatoes 38% z 260 recenzji uznano za pozytywne, a średnia ocen wystawionych na ich podstawie wyniosła 5,1/10. Na portalu Metacritic średnia ważona ocen z 39 recenzji wyniosła 40 punktów na 100. Natomiast według serwisu CinemaScore, zajmującego się mierzeniem atrakcyjności filmów w Stanach Zjednoczonych, publiczność przyznała mu ocenę B+ w skali od F do A+.
Peter Rainer z „The Christian Science Monitor” napisał, że „Hugh Jackman udowadnia, że na rozdaniu Oskarów można bez trudu przejść od mężczyzny tańczącego w smokingu do dzikiego mężczyzny ze szponami z adamantium i wściekłością berserkera”. Tom Charity z CNN stwierdził, że „ten film o Wolverinie, pożyteczny, ale nieuchronnie zbędny, zadowala się podtrzymaniem serii X-Men przy życiu, ale filmowcy będą musieli wkrótce wymyślić pewne zmiany ewolucyjne, jeśli chcą uciec od zagłady”. A.O. Scott z „The New York Times” ocenił film następująco: „X-Men Geneza: Wolverine najprawdopodobniej zdoła zarobić na popularności wcześniejszych części, ale to najnowszy dowód na to, że filmy o superbohaterach cierpią na poważne zmęczenie wyobraźni”. Scott Mendelson z „The Huffington Post” przyznał filmowi ocenę D i stwierdził, że „Wolverine był głównym bohaterem filmów (X-Men), a wszystko, co powinniśmy wiedzieć, już poznaliśmy wcześniej na podstawie filmów z tej serii” oraz, że „dodatkowe informacje służące przedstawieniu postaci Logana / Wolverine’a są znacznie mniej interesujące”.
Jarosław Leszcz z portalu Filmweb ocenił, że „całość mogłaby być nieco dłuższa i pogłębiona psychologicznie – ‘poważne’ fragmenty zostały ograniczone do absolutnego minimum. Mimo wszystko i tak fajnie, że X-Meni wracają. Pozostaje mieć nadzieję, że Fox zdecyduje się nakręcić kolejne filmy z cyklu”. Joanna Moreno z Onetu napisała: „kule świszczą, helikoptery eksplodują i nawet piękna kobieta o modrym spojrzeniu czaruje. A pomimo powagi sytuacji, bohaterów czasem trzymają się żarty. Czegóż więcej chcieć?!”.

### Nagrody i nominacje
| Rok  | Ceremonia              | Kategoria                                       | Nominacja                                                                               | Rezultat  | Przypis              |
| ---- | ---------------------- | ----------------------------------------------- | --------------------------------------------------------------------------------------- | --------- | -------------------- |
| 2009 | Teen Choice Awards     | Ulubiony film akcji / przygodowy                | X-Men Geneza: Wolverine                                                                 | Wygrana   | [ 40 ] [ 41 ] [ 42 ] |
| 2009 | Teen Choice Awards     | Ulubiony aktor filmu akcji / filmu przygodowego | Hugh Jackman                                                                            | Wygrana   | [ 40 ] [ 41 ] [ 42 ] |
| 2009 | Teen Choice Awards     | Najlepszy filmowy wybuch złości                 | Hugh Jackman                                                                            | Nominacja | [ 40 ] [ 41 ] [ 42 ] |
| 2009 | Teen Choice Awards     | Ulubiona nowa męska twarz kina                  | Taylor Kitsch                                                                           | Nominacja | [ 40 ] [ 41 ] [ 42 ] |
| 2009 | Teen Choice Awards     | Ulubiona nowa żeńska twarz kina                 | Lynn Collins                                                                            | Nominacja | [ 40 ] [ 41 ] [ 42 ] |
| 2009 | Teen Choice Awards     | Ulubiony czarny charakter                       | Liev Schreiber                                                                          | Nominacja | [ 40 ] [ 41 ] [ 42 ] |
| 2009 | Teen Choice Awards     | Ulubiony filmowy łomot                          | Hugh Jackman, Liev Schreiber                                                            | Nominacja | [ 40 ] [ 41 ] [ 42 ] |
| 2009 | Teen Choice Awards     | Ulubiony film akcji / film przygodowy lata      | X-Men Geneza: Wolverine                                                                 | Nominacja | [ 40 ] [ 41 ] [ 42 ] |
| 2009 | Golden Schmoes Awards  | Najgorszy film                                  | X-Men Geneza: Wolverine                                                                 | Nominacja | [ 43 ]               |
| 2009 | Golden Schmoes Awards  | Największe rozczarowanie                        | X-Men Geneza: Wolverine                                                                 | Wygrana   | [ 43 ]               |
| 2009 | Scream Awards          | Najlepszy film fantasy                          | X-Men Geneza: Wolverine                                                                 | Nominacja | [ 44 ] [ 45 ]        |
| 2009 | Scream Awards          | Najlepszy aktor w filmie fantasy                | Hugh Jackman                                                                            | Nominacja | [ 44 ] [ 45 ]        |
| 2009 | Scream Awards          | Najlepszy aktor drugoplanowy                    | Ryan Reynolds                                                                           | Wygrana   | [ 44 ] [ 45 ]        |
| 2009 | Scream Awards          | Najlepszy aktor drugoplanowy                    | Taylor Kitsch                                                                           | Nominacja | [ 44 ] [ 45 ]        |
| 2009 | Scream Awards          | Najlepszy czarny charakter                      | Liev Schreiber                                                                          | Nominacja | [ 44 ] [ 45 ]        |
| 2009 | Scream Awards          | Najlepsza przełomowa rola męska                 | Taylor Kitsch                                                                           | Nominacja | [ 44 ] [ 45 ]        |
| 2009 | Scream Awards          | Najlepsza przełomowa rola męska                 | Will.i.am                                                                               | Nominacja | [ 44 ] [ 45 ]        |
| 2009 | Scream Awards          | Najlepszy występ cameo                          | Patrick Stewart                                                                         | Nominacja | [ 44 ] [ 45 ]        |
| 2009 | Scream Awards          | Najlepszy sequel                                | X-Men Geneza: Wolverine                                                                 | Nominacja | [ 44 ] [ 45 ]        |
| 2009 | Scream Awards          | Najlepsza filmowa adaptacja komiksu             | X-Men Geneza: Wolverine                                                                 | Nominacja | [ 44 ] [ 45 ]        |
| 2009 | Scream Awards          | Najlepszy superbohater                          | Hugh Jackman                                                                            | Wygrana   | [ 44 ] [ 45 ]        |
| 2009 | Scream Awards          | Najlepszy superbohater                          | Taylor Kitsch                                                                           | Nominacja | [ 44 ] [ 45 ]        |
| 2009 | Scream Awards          | Najlepsza walka                                 | Hugh Jackman, Liev Schreiber, Ryan Reynolds                                             | Nominacja | [ 44 ] [ 45 ]        |
| 2010 | People’s Choice Awards | Ulubiona drużyna ekranowa                       | Daniel Henney, Dominic Monaghan, Hugh Jackman, Liev Schreiber, Ryan Reynolds, Will.i.am | Nominacja | [ 46 ]               |
| 2010 | Kids’ Choice Awards    | Ulubiony film                                   | X-Men Geneza: Wolverine                                                                 | Nominacja | [ 47 ]               |
| 2010 | Saturn Awards          | Najlepszy film science fiction                  | X-Men Geneza: Wolverine                                                                 | Nominacja | [ 48 ]               |
| 2010 | Saturn Awards          | Najlepsze specjalne wydanie DVD                 | X-Men Geneza: Wolverine                                                                 | Nominacja | [ 48 ]               |
| 2010 | MTV Movie Awards       | Najlepsza scena walki                           | Hugh Jackman, Liev Schreiber, Ryan Reynolds                                             | Nominacja | [ 49 ]               |

## Kontynuacje, spin-off i reboot Filmowego Uniwersum Marvela
W maju 2009 roku, zaraz po premierze pierwszego filmu, 20th Century Fox oficjalnie zapowiedziało sequel. Wolverine miał premierę w 2013 roku. Za reżyserię odpowiadał James Mangold na podstawie scenariusza Marka Bombacka i Scotta Franka. W tytułowej roli powrócił Hugh Jackman, a rolę Jean Grey powtórzyła Famke Janssen z poprzednich filmów franczyzy. W październiku 2013 roku studio poinformowało o planach na kontynuację. Logan: Wolverine zadebiutował w 2017 roku. Za reżyserię ponownie odpowiadał Mangold, który napisał scenariusz wspólnie z Frankiem i Michaelem Greenem. Ponownie powrócił Jackman, a rolę Charlesa Xaviera z wcześniejszych produkcji uniwersum powtórzył Patrick Stewart. Jest to ostatni film, w którym Jackman i Stewart wcielili się w te postaci. W październiku 2017 roku poinformowano, że Mangold zaczął prace nad scenariuszem spin-offu Logana wstępnie zatytułowanego Laura. Fabuła ma się koncentrować wokół dalszej historii Laury Kinney / X-23.
W maju 2009 roku studio zapowiedziało produkcję spin-offu o Deadpoolu. Film Deadpool miał swoją premierę w 2016 roku. Tytułową rolę zagrał Ryan Reynolds. Reżyserią zajął się Tim Miller na podstawie scenariusza Rhetta Reese’a i Paula Wernicka. We wrześniu 2015 roku poinformowano o planach wyprodukowania sequela. Scenariusz ponownie napisali Reese i Wernick, a reżyserią zajął się David Leitch. Reynolds ponownie zagrał tytułowego antybohatera. Deadpool 2 miał premierę w 2018 roku. W listopadzie 2016 roku, podczas prac nad sequelem, studio zaczęło planować jego kolejną część biorąc pod uwagę nowego reżysera, a Reynolds miał powrócić ponownie jako Wade Wilson. Po premierze drugiej części ujawniono, że trwają prace również nad jego spin-offem, X-Force.
W 2019 roku The Walt Disney Company sfinalizował transakcję zakupu 21st Century Fox, wskutek czego wszystkie filmy studia związane z franczyzą filmową o X-Menach zostały anulowane, a Marvel Studios przejęło kontrolę nad postaciami. Prezes Disneya, Robert Iger, poinformował, że postacie Wolverine’a i Deadpoola oraz X-Meni zostaną włączone do Filmowego Uniwersum Marvela.